# Willen Dick
Willen Dick   (Vejprty, 10 de setembre de 1897 - Wermelskirchen, 1980) fou un saltador amb esquís txecoslovac que va competir durant la dècada de 1920.
Durant la seva carrera esportiva guanyà dues medalles en salt d'esquí al Campionat del món d'esquí nòrdic, d'or el 1925 i de plata el 1927.
Dick era alemany sudet. Després de la seva expulsió de Txecoslovàquia a la fi de la Segona Guerra Mundial va passar a viure a Garmisch-Partenkirchen i des de 1952 a Wermelskirchen, on morí el 1980.